# Otto Altenbach
Otto Altenbach, né le 31 mai 1948 à Leverkusen en Allemagne, est un ancien pilote de course automobile allemand et copropriétaire de l'écurie allemande Obermaier Racing. Il a participé à des épreuves d'endurance au volant de voitures de Grand Tourisme ou de Sport-prototype dans des championnats tels que le Championnat du monde des voitures de sport, l'Interserie ainsi que les 24 Heures du Mans,.

## Palmarès

### Résultats aux24 Heures du Mans
| Année | Écurie                                 | Copilotes                          | Voiture      | Classe | Tours | Pos. | Class Pos. |
| ----- | -------------------------------------- | ---------------------------------- | ------------ | ------ | ----- | ---- | ---------- |
| 1990  | Obermaier Racing                       | Jürgen Lässig Pierre Yver          | Porsche 962C | C1     | 341   | 9e   | 9e         |
| 1991  | Team Salamin Primagaz Obermaier Racing | Jürgen Lässig Pierre Yver          | Porsche 962C | C2     | 232   | Abd. | Abd.       |
| 1992  | Obermaier Racing                       | Jürgen Lässig Pierre Yver          | Porsche 962C | C3     | 297   | 10e  | 3e         |
| 1993  | Obermaier Racing                       | Jürgen Oppermann (de) Loris Kessel | Porsche 962C | C2     | 355   | 7e   | 3e         |

### Résultats auChampionnat du monde des voitures de sport
| Année | Écurie                                 | Châssis      | Moteur                             | Classe | 1        | 2        | 3      | 4        | 5      | 6      | 7      | 8      | 9     | Total points | Classement |
| ----- | -------------------------------------- | ------------ | ---------------------------------- | ------ | -------- | -------- | ------ | -------- | ------ | ------ | ------ | ------ | ----- | ------------ | ---------- |
| 1990  | Obermaier Primagaz                     | Porsche 962C | Porsche Type-935 3.0L Flat-6 Turbo | C      | SUZ Dsq. | MNZ Abd. | SIL 18 | SPA 11   | DIJ 17 | NÜR 16 | DON 13 | MON 17 | MEX 9 | 0            |            |
| 1991  | Team Salamin Primagaz Obermaier Racing | Porsche 962C | Porsche Type-935 3.2L Flat-6 Turbo | C2     | SUZ      | MON      | SIL    | LMS Abd. | NUR 4  | MAG 10 | MEX    | AUT    |       | 11           | 32e        |
| 1992  | Team Salamin Primagaz Obermaier Racing | Porsche 962C | Porsche Type-935 3.2L Flat-6 Turbo | C3     | MON      | SIL      | LMS 10 | DON      | SUZ    | MAG    |        |        |       |              |            |